# Robert Grosseteste
Robert Grosseteste (hay Robert Grossetete) (1175-9/10/1253) là nhà khoa học, nhà triết học, nhà thần học người Anh. Ông là một trong những nhà triết học mang đến triết học kinh viện cho thời kỳ Trung cổ. Ông là một trong những người đã mở rộng các nghiên cứu của các công trình học thuật của những người cổ đại. Grosseteste đã giới thiệu bản dịch của các tác phẩm triết học và khoa học của Hy Lạp cổ đại và thế giới Hồi giáo cho châu Âu lúc đó. Ông còn làm thí nghiệm về hình học, quang học và thiên văn học, làm thí nghiệm với các gương và thấu kính, chế tạo một thấu kính thô sơ nhưng có độ phóng đại thực sự. Ông đề xuất một lý thuyết chỉ có thể được xác thực bằng cách kiểm tra các hệ quả của nó với phương pháp thực nghiệm, một sự chệch hướng đáng kể khỏi trường phái triết học Aristotle và là sự khởi đầu phương pháp khoa học cho thế giới phương Tây. Trong các tấc phẩm của ông về thiên văn học, Grosseteste khăng định dải Ngân Hà là sự tập hợp ánh sáng phát ra từ nhiều ngôi sao nhỏ, ở gần nhau.